# Kramfors (đô thị)

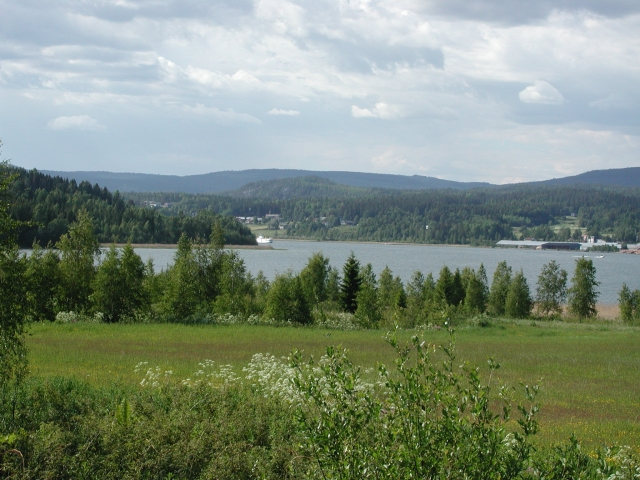
Vịnh Rödviken ở Ullånger, Kramfors, Bờ biển Cao

Đô thị Kramfors (Kramfors kommun) là một đô thị ở hạt Västernorrland, phía bắc Thụy Điển. Thủ phủ là thị xã Kramfors.
Đô thị nông nghiệp Gudmundrå đã được lập thành thành phố hành chính cuối cùng của Thụy Điển vào năm 1947 và được đặt tên theo một khu định cư công nghiệp. Năm 1952, nhiều đơn vị xung quanh được hợp nhất với nhau để lập các đô thị lớn hơn. Cuộc cải cách đơn vị hành chính toàn quốc của Thụy Điển năm 1971 đã lập Kramfors thành một đô thị riêng nhưng quá trình hợp nhất này mãi đến năm 1974 mới hoàn thành. Số đơn vị gốc của đô thị hiện này là 7 đơn vị.
Đô thị này có cầu Sandö bắc qua sông Ångerman. Đây là cây cầu bê tông với 1 nhịp dài 264 m.
Gần đó là một tượng đài kỷ niệm những nạn nhân bị giết hại trong vụ bắn giết Ådalen năm 1931, khi quân đội Thụy Điển đã bắn vào những người biểu tình xã hội chủ nghĩa làm 5 người thiệt mạng. Di sản thế giới Höga kusten UNESCO nằm ở bờ biển đông của đô thị này.